# Русско-польская война (1792)

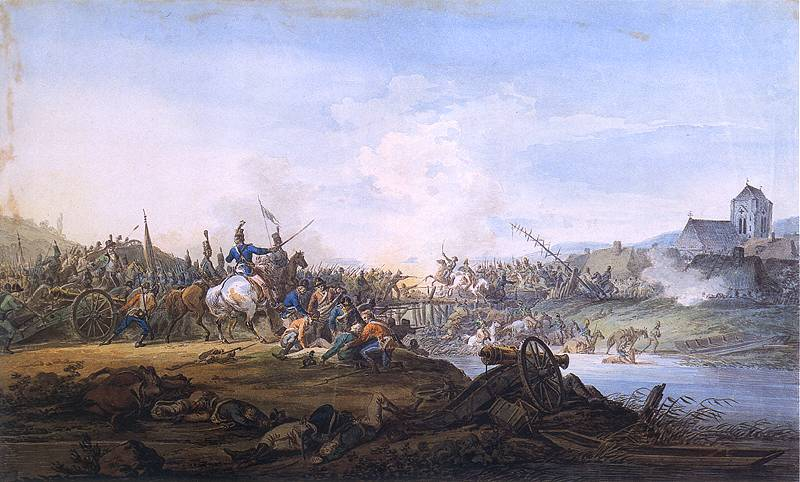
Битва под Зеленцами

Русско-польская война 1792 года — война между Российской империей и Речью Посполитой, явившаяся следствием первого раздела Польши и несогласия России с введением Конституции 3 мая в Речи Посполитой.

## Создание Тарговицкой конфедерации
14 мая 1792 года в небольшом местечке Тарговица под Уманью крупные польские магнаты, недовольные новой конституцией Речи Посполитой, принятой 3 мая 1791 год, сформировали так называемую Тарговицкую шляхетскую конфедерацию, а маршалом конфедерации был избран Станислав Щенсный Потоцкий. Его главными помощниками были назначены великий коронный гетман Франциск Ксаверий Браницкий и польный коронный гетман Северин Ржевуский, имевшие сообразно своим должностям номинальное командование над всей коронной армией. Вначале в состав конфедерации вошли каштелян пшемысльский князь Антоний Четвертинский, хорунжий брацлавский Адам Мощенский, войский всховский Ян Сухоржевский, полковник Михаил Кобылецкий, подчаший владимирский Ян Загорский, хорунжий червоноградский Антоний Поликарп Злотницкий, писарь польный литовский Юрий Виельгорский, воеводич подольский Ян Свейковский и ловчий черниговский Франтишек Гулевич.
Тарговицкая конфедерация выступала за отмену польской конституции и восстановление всех прежних феодальных порядков в Речи Посполитой. Не подчинявшиеся Тарговицкой конфедерации были объявлены врагами родины. Трибуналы, комиссии и всякого рода судебные учреждения, созданные приверженцами новой конституции и действовавшие в Польше, считались отменёнными. Взамен их были учреждены суды конфедерации для суждения государственных преступлений, то есть нежелания приступить к конфедерации. Вслед за главной конфедерацией были сформированы при активной поддержке русских войск провинциальные конфедерации, по отдельным воеводствам, с воеводскими маршалами и советниками. Четырёхлетний сейм, принявший новую конституцию 3 мая 1791 года, был объявлен незаконным и насильственным. Акт составления конституции 3 мая был назван заговором. Конфедерация издавала собственные универсалы, направленные против польской конституции.
Ещё в июле 1791 года Потоцкий подал Потёмкину записку о плане составить конфедерацию против конституции 3 мая и просил помощи русской императрицы. Екатерина II, занятая в то время войной с Турцией, не решилась резко и решительно выступить против конституции. Русскому посланнику в Речи Посполитой Булгакову поручено было лишь подбирать среди польских вельмож партию, преданную русским интересам. После заключения Екатериной II мира с Турцией Потоцкий и Ржевуский прибыли в Санкт-Петербург и имели в марте 1792 года тайное совещание. Было решено, что недовольные конституцией магнаты составят конфедерацию, а императрица пошлет свои войска в Речь Посполитую. Всё дело велось в глубокой тайне: польский посланник в Петербурге Деболи слышал только, что замышляется что-то против конституции. Получив от Екатерины II полномочие составить конфедерацию, Потоцкий и Ржевуский уехали в Подолье.
14 мая 1792 года в Торговице они основали конфедерацию, а 18 мая Булгаков вручил польскому правительству декларацию, в которой на конституцию 3 мая 1791 года указывалось как на повод к разрыву между Речью Посполитой и соседними государствами и «истинные патриоты» призывались «содействовать великодушным стараниям императрицы» — «возвратить Речи Посполитой свободу и законность». В день вручения декларации, по составленному заранее расчету, русские войска вошли в пределы Речи Посполитой.

## Планы и силы сторон

### Армия Речи Посполитой
В Речи Посполитой на принципах Конституции 3 мая было реформировано правительство и по европейскому образцу создана армия. Численность армии, формально 100 тысячной, была около 70 тысяч, что на то время являлось серьёзной силой.
Армия делилась на две части: коронную и литовскую. Первая насчитывала 60 тысяч человек, вторая 20 тысяч, из них пехоты — 50 тысяч и кавалерии — около 30 тысяч человек. Пушек имелось около 200. Сила для того времени значительная, но, будучи разбросанной на огромных пространствах от Курляндии до Правобережья, она не смогла действовать результативно. Войско это не было обучено соответствующим образом, полки были неполные, имея в своём составе не по два, а по одному батальону. В бой вступило около 50 000 человек.
Литовской армией командовал генерал-лейтенант, герцог Людвиг Вюртембергский, человек без способностей, действовавший в тайном согласовании с прусским правительством. После его отставки по болезни, командующим армией был назначен генерал-лейтенанта Юзеф Юдицкий. Сама армия располагалась под Минском.
Коронной армией командовал генерал-майор, князь Юзеф Понятовский, родной племянник польского короля Станислава Августа Понятовского. Будущий герой Лейпцига в той войне не доверял ни себе, ни своим способностям, в чём признавался в своих письмах к королю. Польская армия, разделённая на три дивизии, была расположена на Правобережной Украине (в Брацлавском и Киевском воеводствах):
- Дивизия под командованием генерал-лейтенанта Михаила Виельгорского была расквартирована под Чечельником.
- Дивизия под предводительством генерал-майора Тадеуша Костюшки была расположена на границе со стороны Киева. Главные силы коронной армии польский главнокомандующий, князь Юзеф Понятовский, расположил на квартиры под Тывровом, Брацлавом и Немировом.
- На Волыни стояла дивизия под предводительством генерал-лейтенанта князя Михаила Любомирского (4500 человек), который не подчинялся главнокомандующему Юзефу Понятовскому.
- В резерве находился корпус под руководством генерал-майора Юзефа Зайончека (5500 человек).

Формально под командованием Юзефа Понятовского находился польский гарнизон в крепости Каменец-Подольский во главе с комендантом генерал-майором Юзефом Орловским (3374 человек). Однако каменецкий гарнизон не участвовал в военных действиях и по приказу польского короля Станислава Понятовского сдался русской армии.

### Русская императорская армия
Русская императорская армия превышала противника численностью вооружённых сил, доходящей, до 96 тысяч, и командованием. Она была поделена на две части: белорусская — 32 000, под командованием генерал-аншефа Михаила Никитича Кречетникова, и молдавская — 64 000, генерал-аншефа Михаила Васильевича Каховского, собранная в Молдавии и Бессарабии. Первая входила в Литву, а вторая в Подолию и Волынию.
План военных действий для русской армии составил генерал-квартирмейстер немец Яков Пистор. По этому плану обе армии были поделены на четыре корпуса. Действовать они должны были одновременно и, вторгнувшись вглубь Польши, окружить польскую армию и заставить сложить оружие. Белорусская армия должна была двинутся в наступление на Великое княжество Литовское (Белоруссию и Литву), молдавская — в польскую Украину. Инструкция Пистора для Каховского гласила, что если бы поляки, в виду слабости, заранее начали отступать, то молдавская армия соединилась бы с белорусской, отрезая Брацлавское и Киевское воеводства, взаимодействуя с последней, пошла бы на Варшаву, чтобы её захватить и разогнать сейм.

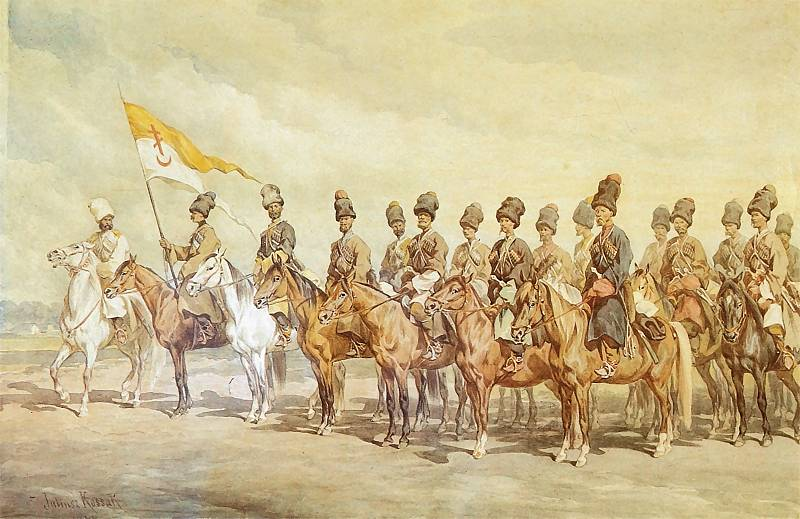
Донские казаки

18 мая 1792 года 64-тысячная русская армия под предводительством генерал-аншефа Михаила Каховского, собранная в Молдавии и Бессарабии, двинулась в польскую Украину.
Молдавская армия генерал-аншефа Михаила Каховского была разделена на четыре крупных корпуса:
- Первый корпус (23 600 человек) под командованием генерал-поручика Михаила Илларионовича Голенищева-Кутузова перешёл польскую границу через Днепр под Могилевом.
- Второй корпус (17 400 человек) под командованием генерал-поручика Ивана Петровича Дунина-Борковского переправился через Днестр под городом Сорока.
- Третий корпус (11 200 человек), составляющий центр русской армии, под командованием генерал-поручика Вильгельма (Отто) Христофоровича фон Дерфельдена, вторгся в польские владения через реку Буг под Ольвиополем.
- Четвёртый корпус (11 600 человек) под командованием генерал-поручика Андрея Яковлевича Леванидова выступал из Василькова в поход на польскую Украину.

В первом корпусе русской армии было 22 тысячи пехоты и 1600 кавалерии, во втором корпусе — 13 100 пехоты и 4300 кавалерии, в третьем корпусе — 6600 пехоты и 4600 кавалерии, в четвёртом корпусе было 8100 пехоты и 3500 кавалерии.
Белорусская армия под командованием генерал-аншефа Михаила Никитича Кречетникова, также делилась на четыре больших корпуса:
- Первый корпус (9000 человек) под руководством генерал-поручика князя Юрия Владимировича Долгорукова из Динабурга;
- Второй корпус (8300 человек) под командованием литовского генерал-майора Шимона Коссаковского из Полоцка. Оба корпуса выступали на Вильно, столицу Великого княжества Литовского.
- Третий корпус русской армии (6400 человек) под руководством генерал-поручика графа Бориса Петровича Меллина выступил из Толочина на Минск.
- Четвёртый корпус (8300 человек) под начальством генерал-поручика графа Ивана Евстафьевича Ферзена и генерал-майора барона Богдана Федоровича Кнорринга отправился из Рогачёва в наступление на Несвиж и Гродно.

Несмотря на такой план и перевес русских сил, положение Польши не было безвыходным. Русские силы, поделённые на несколько колонн, занимали огромные пространства от Киева до Динабурга, но оба командующих по королевскому приказу отступали. А когда оказались на Буге, узнали, что король присоединился к Тарговице.

## Ход боевых действий

### Действия молдавской армии
К началу кампании, в апреле, были получены сообщения о расположении польских войск у Тыврова, Немирова, Брацлава и Тульчина. По плану генерал-аншефа Михаила Каховского главные силы русской армии, в составе корпусов генерал-поручика Михаила Кутузова и генерал-поручика Ивана Дунина, должны были вторгнуться в Польшу со стороны Днестра и действовать против поляков, стараясь охватить их с правого фланга, тогда как корпус генерал-поручика Вильгельма Дерфельдена должен был двинуться через Ольвиополь на левый фланг польской армии, а корпус генерал-поручика Андрея Леванидова действовать против тыла противника.
Русский главнокомандующий Михаил Каховский приказал Вильгельму фон Дерфельдену привлечь внимание неприятеля к стороне Ольвиополя. Дерфельден перешёл польскую границу у Ольвиополя и, обходя противника, двинулся на Умань. При корпусе Вильгельма Дерфельдена находились главные руководители конфедерации (Станислав Щенсный Потоцкий, Франциск Ксаверий Браницкий и Северин Ржевуский), который при поддержке русской армии должны были ликвидировать новую конституцию и восстановить прежние порядки на территории Речи Посполитой.
Генерал-поручики Иван Дунин и Михаил Кутузов вместе со своими корпусами, перейдя через Днестр 8 мая, двинулись, делая большие переходы, в глубь польских владений. Корпус Михаила Кутузова, при котором находился и сам генерал-аншеф Михаил Васильевич Каховский, отправился через Шаргород и Брацлав в Винницу, против крайнего правого фланга противника. Корпус Ивана Дунина выступил через Томашполь и Шпиков к Рогозне на Буге.
Четвёртый корпус генерал-поручика Андрея Леванидова, двинувшийся из Василькова, должен был действовать против дивизии Тадеуша Костюшки, разбить его и наступать через Бердичев и Махновку к Виннице, чтобы соединиться с корпусом Михаила Кутузова.
Главные силы коронной армии под руководством генерал-лейтенанта Юзефа Антония Понятовского находились под Тывровом, Немировом, Брацлавом и Тульчином. Первая украинская дивизия под предводительством генерал-майора Тадеуша Бонавентуры Костюшко стояла под Летичевом, а вторая украинская дивизия под руководством генерал-лейтенанта Михаила Вельгорского располагалась под Бершадью. Польский главнокомандующий, князь Юзеф Понятовский, понимая всю опасность своего положения, а потому, не вступая в решительную битву, начал отступать чрезвычайно быстро вглубь Польши, на Волынь в Полонное. Дивизии Михаила Вельгорского и Тадеуша Костюшки оставили свои позиции на границе и стали спешно отступать на соединение с главными силами. Отступающие польские дивизии стали терять боевой дух. Несколько отрядов (300—400 человек), высланные польским командованием для сборов информации, были поодиночке перебиты русскими.
Михаил Кутузов и Иван Дунин со своими корпусами стали преследовать отступающую польскую армию. Генерал-поручик Андрей Леванидов, выступивший вместе с корпусом из Василькова, преследовал Тадеуша Костюшко, который со своей дивизией спешил объединиться с основными силами Понятовского. Генерал-аншеф Михаил Каховский соединил у Литина корпуса Кутузова и Дунина, выслал к Леванидову в Чуднов два полка казаков «для обеспечения коммуникаций» и двинулся с ними против правого фланга противника к Хмельнику, а Вильгельм Дерфельден выступил на Погребище, угрожая левому флангу поляков. Действуя таким образом, Михаил Каховский вынудил противника отступать на Любар. Русская армия продолжала наступление, угрожая полякам обходами.
Польские войска, утомленные отступлением, вынуждены были на время остановиться под Любаром. Многие польские паны вместе с семьями бросали свои имения и бежали в австрийскую Галицию. 31 мая под Пиковом Юзеф Понятовский присоединил к главным силам дивизии Вельгорского и Костюшки.
Генерал-поручик Михаил Голенищев-Кутузов, отделившись от главных сил, соединился с корпусом Андрея Леванидова, направлявшимся через Чудново на Мирополье, для действия против тыла неприятеля.
1—2 июня Михаил Каховский с главными силами двинулся от Хмельника через Старую Синяву и Острополь с целью перейти у этого города через реку Случь и атаковать польские войска. В то же время генерал-майору Ираклию Моркову с четырьмя батальонами и двенадцатью эскадронами было приказано двигаться на польские войска, стоявшие под Любаром, чтобы скрыть наступление основных сил русской армии на Острополь. Вильгельм Дерфельден со своим корпусом был поставлен у Погребища для прикрытия тыла и обеспечения сообщений армии, а также для поддержки Тарговицкой шляхетской конфедерации, которая 3 июня была переведена в Умань.
Переправившись у Острополя, генерал-аншеф Михаил Каховский с главными силами русской армии выступил 3 июня на Вышнеполь, с целью атаковать польские войска под Любаром, причем Андрей Леванидов должен был преградить полякам путь в Полонное. Однако польский главнокомандующий Юзеф Понятовский, отрядив дивизию Тадеуша Костюшки под Чарторию с демонстративной целью (для угрозы сообщениям Андрея Леванидова), сам двинул быстро свои войска тремя колоннами через Чарторию, Борышковичи и Деревичи под Полонное, имея целью упредить русские войска. Андрей Леванидов со своим корпусом готовился уже выступать из Мирополя на Полонное, чтобы захватить город. Узнав о движении польской дивизии Тадеуша Костюшки в Чарторию, Андрей Леванидов поддался опасению быть атакованным с фронта Понятовским и с тыла Костюшкой. Андрей Леванидов с корпусом остался под Миропольем. Благодаря движению дивизии Костюшки к Чартории генерал-лейтенант Юзеф Понятовский с частью польской армии беспрепятственно прибыл в Полонное, но остальные колонны не смогли уйти от преследования русских.
В три часа ночи 4 июня Михаил Каховский двинул свои войска двумя колоннами в обход правого фланга польской армии. Во время марша выяснилось, что неприятель потянулся вниз по берегу реки Случь к Чартории, отделив до четырёх тысяч пехоты для прикрытия марша и занятия переправ на пути к Полонному, и десять эскадронов для прикрытия города Любар, лагеря и полевых складов. При приближении передовых отрядов русской армии склады были сожжены самим же противником. Тогда Михаил Каховский направил обе колонны к деревням Диживщизне и Динковцам, где были быстро устроены два моста через реку Бездонную Криницу и исправлена плотина. Неприятель, ввиду обхода его правого фланга, отступил. Передовые отряды русских войск преследовали поляков, которые отступали, потеряв 227 человек.
Между тем была замечена польская пехота левой колонны, прикрывавшая обоз и другую часть складов. Михаил Каховский направил против неё генерал-майора Ираклия Моркова с Екатеринославским егерским полком. Большая часть обоза была захвачена русскими, а другая бросилась к ближайшей польской колонне генерал-майора Михаила Виельгорского. Поляки были оттеснены русскими к деревне Деревичи, а когда начали отступление, под тяжестью обозов и орудий рухнул мост на гати через длинную запруду. По следам за польской армией двигались отряды под командованием бригадира Василия Орлова и генерал-майора Александра Тормасова (два полка казаков, двадцать эскадронов легкой кавалерии и два батальона егерей). Под деревней Деревичи русские настигли поляков и разбили. Те потеряли убитыми 981 человек, семь пушек, немалое число разного оружия, подвижной магазин с хлебом и часть денежной казны. Русские потеряли убитыми 98 человек. Потери поляков были бы больше, если бы генерал-поручик Андрей Леванидов со своим корпусом преградил им путь на Полонное.
Поражение в бою под Деревичами окончательно подорвало боевой дух отступающей польской армии. Юзеф Понятовский вступил в Полонное, где находились запасы. Он укрепил это местечко и позицию близ него и планировал удержать здесь наступающую русскую армию, но, вследствие падения духа в польских войсках после боя у Деревичей, беспорядочности отступления и других обстоятельств, а также ввиду решительного наступления в глубь польской территории русской армии Михаила Каховского, Юзеф Понятовский отказался от первоначального плана. Польский главнокомандующий отправил часть запасов к Заславлю, а остальные запасы зажег. 6 июня на рассвете польские войска оставили Полонное и выступили на Заславль. Отступление главных сил прикрывал арьергард под командованием генерал-майора Тадеуша Костюшки. 6 июня Михаил Каховский во главе русской армии вступил в город Полонное, где русские захватили сорок пять пушек. Юзеф Понятовский с польской армией расположился у Шепетовки и притянул к Зеленцам (Жилинцам) часть корпуса князя Михаила Любомирского.
Для преследования противника генерал-аншеф Михаил Каховский отправил первый отряд под командованием генерал-майора Шереметева, который догнал поляков с трудом, так как был задержан испорченными мостами. Затем был выдвинут второй отряд под начальством генерал-майора Ираклия Моркова, чтобы обойти поляков через Зеленцы и ударить им во фланг. Ираклий Морков быстро двинулся и 7 июня на рассвете в семь часов прибыл к Зеленцам. К этому времени князь Юзеф Понятовский успел поставить польские войска в боевой порядок, усилив их дивизиями генерал-лейтенанта князя Михала Любомирского, генерал-майора Людвиrа Трокина и генерал-майора Иосифа Зайончека.
7 (18) июня 1792 года в битве под Зеленцами русские войска разгромили польскую армию. 8-тысячный русский корпус генерал-майора Ираклия Моркова ударил прямо в центр польской армии, разгромив и обратив в бегство батальоны Любомирского и Потоцкого. После этого Ираклий Морков отправил кавалерию (два полка гусар и один полк казаков) на левое крыло польской армии. Русские гусары и казаки прорвали первый ряд польской конницы, но второй ряд под руководством генерал-майора Станислава Мокроновского отразил атаку и вынудил русскую кавалерию с потерями отступить. В 6 часов Юзеф Понятовский с польской армией начал поспешно отступать по направлению на Заславль. Почти в это же время подошёл и генерал-майор Тадеуш Костюшко вместе со своей дивизией, который, в свою очередь, завязал нерешительный бой с частью передового корпуса генерал-майора Ираклия Моркова, а затем отступил в лес и окольными путями присоединился 8 июня к Юзефу Понятовскому. В битве под Зеленцами поляки потеряли не менее 800 человек, не считая раненых, и два орудия, а русские 730 человек.
9 июня Тарговицкая конфедерация прибыла в Тульчин, следуя за наступлением русской армии. В Подольском, Киевском и Брацлавском воеводствах Речи Посполитой, занятых русскими войсками, были созданы провинциальные конфедерации вместе со своими маршалами и комиссарами. Члены Тарговицкой конфедерации: Франциск Гулевич, Антоний Четвертинский, Адам Мощенский и другие, разъехались по южным польским воеводствам, привлекая шляхту к конфедерации. Тарговицкая конфедерация занималась формированием новой польской армии.
Уже в конце июня было создано два полка конфедерации под руководством генерала Войцеха Юзефа Рудницкого. Во время войны генерал Рудницкий перешёл на сторону русских, присягнул конфедерации и был назначен генералом формирующихся польских войск Тарговицкой конфедерации. При конфедерации находился барон Карл Яковлевич Бюлер, уполномоченный русской императрицы.
Между тем князь Юзеф Понятовский, сосредоточив под Заславлем 23-тысячную польскую армию, решил продолжать отступление, причем рассчитывал поставить следующую за ним русскую армию между двух огней, для чего выступил с 17-тысячным войском на Острог, направив князя Михаила Любомирского с 6-тысячным корпусом на Кунев. Юзеф Понятовский и Михаил Любомирский враждовали друг с другом и отступали отдельно по разным дорогам. 9 июня Михаил Каховский во главе русской армии вступил в Заславль. Князь Юзеф Понятовский выслал из Острога своих адъютантов к Каховскому в Заславль, предлагая русскому главнокомандующему заключить перемирие на четыре недели. Однако Михаил Каховский объявил, что будет продолжать свои военные действия против Речи Посполитой до ликвидации польской конституции 3 мая. Тем не менее поляки переговорами выиграли некоторое время, так как Михаил Каховский выступил из Заславля лишь 14 июня.
С этих пор Михаил Каховский решил угрожать левому флангу польской армии, с целью отрезать Юзефа Понятовского от польских воеводств и, при благоприятных условиях, отбросить его к австрийской границе, в Галицию. Поэтому Михаил Каховский не обратил внимания на движение 6-тысячного корпуса Михаила Любомирского на Кунев и двинулся с главными силами в Острог, направив корпус генерал-поручика Ивана Дунина на Черняхов, а корпус генерал-поручика Андрея Леванидова на Гущу, с целью перейти у этих местечек через реку Горынь и атаковать польскую армию на её сильной позиции под Острогом или охватить её с левого фланга.
Польские войска под командованием князя Юзефа Понятовского были расположены на неприступных крутизнах и высотах, подступ к которым затруднялся болотами и протоками. Кроме того, половина самого Острога, удобная для обороны, была укреплена и занята артиллерией и пехотой. При прибытии Михаила Каховского вместе с казаками, в 6 часов пополудни, завязался бой с передовыми частями противника, поспешившими отступить в Острог. Бой возобновлялся до вечера, но без всякого успеха для поляков. Русские войска, участвовавшие в бою, заночевали в боевом порядке, а другие — на пути, так как прибыли ещё не все силы: пройти приходилось 30 верст лесом.
Утром 15 июня замечены были польские войска, которые выстроили на высотах 4 батареи, приблизились к католическому монастырю Мензиржичи, окруженному валом, и намеревались преградить русским переправу. Михаил Каховский выслал генерал-майора Ираклия Моркова с двумя пехотными и тремя конными полками при десяти орудиях, чтобы выгнать врага и сбить его батареи, но действия Моркова должны были иметь значение демонстрации, так как Ивану Дунину и Андрею Леванидову вместе с их корпусами было подтверждено следовать как можно скорее к Черняхову и Гуще, ускорить переправу через Горынь и атаковать поляков с фланга и тыла. Действия Ираклия Моркова привели лишь к отступлению противника к его главному лагерю. Ночью Юзеф Понятовский получил данные, что легкие войска Ивана Дунина уже перешли через Горынь у Черняхова и что прочие его войска готовятся следовать за ними. Из-за приближения корпуса Ивана Дунина и нехватки боеприпасов князь Юзеф Понятовский отказался от дальнейшей обороны позиций у Острога и утром 16 июня отступил на Дубно. Генерал-аншеф Михаил Каховский тотчас же приказал восстановить мосты на реке Вилии и уже вечером 16 июня без сопротивления занял Острог. Русский главнокомандующий дал небольшой отдых русским войскам, а затем всю ночь преследовал польские войска до деревни Урвань. Михаил Каховский приказал генерал-поручику Ивану Дунину, перешедшему Горынь под Черняховом, со своим корпусом «следовать поспешнейше» для исполнения того же с левого фланга. Русские преследовали поляков до Варковичей. Поляки понесли довольно значительные потери, а русские потеряли всего 12 человек убитыми.
В это время в польской армии вспыхнули неудовольствия и раздоры. Князь Михаил Любомирский, владелец Дубно, не подготовил для польской армии квартиры в городе. Это вызывало раздражение и недовольство польских солдат. Польский главнокомандующий, князь Юзеф Антоний Понятовский, получавший от польского короля Станислава Августа Понятовского тайные письма, продолжал избегать решающих сражений с русскими войсками и отступал вглубь польской территории.
Во время русско-польской войны украинское население оказывало полное сочувствие русским солдатам и видело в них своих освободителей от польско-шляхетского владычества. Князь Юзеф Понятовский сообщал королю о том, что украинские крестьяне доставляют русским свежие продукты и показывают очевидное расположение к Москве. Тадеуш Костюшко жаловался, что в русских землях нельзя найти лазутчиков, чтобы разузнать о состоянии русской армии, а неприятель мог везде иметь верных агентов. 16 июня Белзская гражданская комиссия отписала польскому правительству, что холопы готовы подняться на новое восстание и просила не выводить со своей территории войск, иначе русское поспольство в один день перережет всех католиков. Генерал-майор Иосиф Зайончек в своих записках жалел, что поляки тогда не опустошали украинские земли, подобно тому, как поступали когда-то их предки.
Польский главнокомандующий Юзеф Антоний Понятовский и князь Михаил Любомирский, поссорившись между собой, не только с приближением русской армии отступали по разным дорогам, но, продолжая отступление и дойдя до Владимира-Волынского, расположились отдельно друг от друга. Юзеф Понятовский с основными силами польской армии расположился под Владимиром-Волынским, а князь Михаил Любомирский вместе с 6-тысячным корпусом встал лагерем у деревни Вербы.
Между тем русские войска задержаны были преимущественно значительным количеством рек, на которых поляками были уничтожены мосты. 17 июня Иван Дунин-Борковский и Андрей Леванидов строили мосты через реку Горынь. Перейдя через реку и продолжая охватывать польские войска в Дубно, генерал-поручик Андрей Леванидов с корпусом был направлен через Ровно и Кивань под Михов, а генерал-поручик Иван Дунин-Борковский с корпусом через Варковичи на Дубно, поддерживая связь с Михаилом Каховским. Главные силы русской армии расположились у деревни Урвани, где Михаил Каховский дал отдых войскам 18—19 июня с целью подтянуть отставшие обозы.
20 июня генерал-аншеф Михаил Каховский и генерал-поручик Иван Дунин-Борковский подошли к Дубно, после чего предполагалось атаковать неприятеля на следующий день. Но 21 июня выяснилось, что поляки, разломав мосты, ночью отступили из Дубно, оставив для прикрытия конный арьергард. Для преследования поляков были направлены два казацких, а затем ещё два легкоконных полка. С 17 до 21 июня было взято в плен 60 поляков, а в Дубне было захвачено «знатное количество провианта и амуниции». Русские войска, заняв Дубно, расположились у деревень Хорупани и Ивани. Михаил Васильевич Каховский дал войскам два дня отдыха и только 23 июня выступил из окрестностей Дубно, чтобы настичь отступающие польские войска, через Красное и Локачи во Владимир. Андрей Леванидов двигался от Михова через Ковель на Любомль. С 23 по 25 июня русскими было взято в плен 115 поляков. 25 июня был захвачен обоз из сорока повозок.
25 июня в Локаче было получено известие о том, что поляки расположились лагерем на высотах за рекой Лугой у Владимира и что они, «находясь в великом страхе, спешат отправлять свои обозы для переправы за Буг при Дубенке». Михаил Васильевич Каховский, дав 10-часовой отдых войскам, двинулся в 11 часов ночи и в 4 часа утра 26 июня прибыл к Владимиру-Волынскому с конницей. При получении донесения о подходе своей пехоты с артиллерией, Михаил Каховский приказал казакам произвести рекогносцировку предместья. Поляки не дождались атаки русских и начали быстро отступать к мосту через болото по пути на Дубенку, оставив для порчи моста и плотины на речке Луге часть пехоты, которая вскоре была опрокинута и разбита, а все мосты восстановлены. Русские войска готовились выступить на Владимир-Волынский, чтобы расположиться там на отдых, как вдруг на правом фланге показались войска князя Михаила Любомирского, которому Понятовский не дал знать о своем отступлении и который двинулся на выстрелы. После непродолжительного боя, потеряв до 200 человек, обоз с казной, с палатками и боевыми припасами, Михаил Любомирский быстро отступил к Бугу. Русские войска расположились на обоих берегах реки Луги. После своего поражения генерал-лейтенант Михаил Любомирский отказался от командования и уехал в Варшаву.
Польские войска, отступив за реку Буг, должны были оборонять линию этой реки, оставив за русскими украинские воеводства и защищая исконные польские земли. Польские войска расположились по всей этой линии для обороны. Генерал-аншеф Михаил Каховский во главе русской армии занял Владимир-Волынский, куда вскоре к нему прибыли лидеры Тарговицкой конфедерации. Михаил Каховский сформировал провинциальную волынскую конфедерацию, которая присоединилась к Тарговицкой. Это замедлило движение русской армии и дало полякам возможность усилить свою оборону. До 3 июля перед фронтом русской армии были отправлены небольшие казацкие отряды, а 3 июля русская армия под предводительством Михаила Каховского выступила из Владимира-Волынского на реку Буг, генерал-майор Александр Тормасов с отрядом стоял в Торче (Турчаны), а генерал-поручик Андрей Леванидов со своим корпусом находился в Любомле. Были получены известия, что польские войска сжигают мосты и паромы, портят броды и укрепляют свои позиции. Польский главнокомандующий Юзеф Понятовский с главными силами армии расположился лагерем под Дорогуском, откуда выслал дивизию генерал-майора Михаила Виельгорского в Опалин, а дивизию генерал-майора Тадеуша Костюшки в Кладнев. Юзеф Понятовский рассчитывал, что все главные силы русской армии выступят на Дорогуск. 5 июля все русские войска подошли к Бугу. 6 июля русская армия продолжала движение к переправе при Кладневе. Сюда и отправился для проведения рекогносцировки русский главнокомандующий Михаил Каховский.
Поляки, устроившие укрепления на обоих берегах реки, открыли огонь, но подошедшие егеря вместе с артиллерией заставили их прекратить перестрелку. Основные силы русской армии стали готовиться к переправе на другой берег. Корпуса под руководством генерал-майора Александра Тормасова и генерал-поручика Андрея Леванидова стояли наготове в Турчанах и Любомле, чтобы здесь переправиться через реку и с двух флангов охватить польские войска. Польская армия расположилась лагерем под Дубенкой. Поляки выжгли паромы и набросали в воду острозубчатые бороны для порчи лошадей, чтобы помешать русским войскам перейти через реку. Польские войска расположились по течению Буга от австрийской границы у деревни Воли до Влодавы. Генерал-майор Тадеуш Костюшко вместе со своей дивизией стоял от Воли до Дубенки, князь Юзеф Понятовский с главными силами расположился от Дубенки до Свержова, а генерал-майор Михаил Вельгорский со своей дивизией стоял от Свержова до Влодавы.
6 июля 1792 года русские войска под польскими выстрелами стали переправляться на другой берег реки Буг. Вначале егеря нашли два парома, не успевшие полностью выгореть, и перетащили их на правый берег. После этого началась переправа. Казаки переправлялись вплавь. Шесть эскадронов польской кавалерии, стоявшие в версте от переправы, были разбиты и опрокинуты. Русские быстро построили понтонный мост, по которому армия стала переправляться. Передовой русский корпус перешёл через Буг и расположился при Дубенке. На другой день [генерал-аншеф Михаил Каховский приказал атаковать польские войска. Генерал-майор Тадеуш Костюшко вместе с дивизией (7—8 тысяч человек) занимал сильную позицию, примыкавшую правым флангом к деревне Воля, рядом с австрийской границей, а левым флангом к деревне Уханке на Буге. Позиция была укреплена батареями, флешами и шанцами.
7 (18) июля 1792 года произошла битва под Дубенкой. Рано утром генерал-аншеф Михаил Васильевич Каховский выехал на рекогносцировку польской позиции с казаками и егерями. Хорошо укрепленные позиции поляков не смутили главнокомандующего, который полагался на храбрость и численное превосходство русских войск. В 3 часа пополудни Каховский двинул в атаку русские передовые войска тремя колоннами, которые были встречены огнём польской артиллерии. Михаил Каховский направил Салтыкова с двумя батальонами егерей и Орлова вместе с тремя полками казаков влево к Воле, чтобы выбить из леса легкие войска, находившиеся впереди правого фланга поляков. Другие два батальона егерей с двумя казацкими полками направлены были вправо к Уханке. Бражникову приказано было поставить батарею из двадцати орудий под прикрытием гренадер Зубова, а за ними должен был стать генерал-майор Ираклий Морков с кавалерией. Затем, когда подошли войска генерал-поручика Ивана Дунина, то двенадцать его орудий стали правее батареи Бражникова, а сам Дунин-Борковский с шестью батальонами, двадцатью четырьмя орудиями и одиннадцатью эскадронами кавалерии отправился вправо, против левого польского крыла. Двинувшись вперед в таком порядке, русская армия была встречена огнём всей польской артиллерии, которая, однако, слишком была разбросана, и потому огонь русских орудий быстро её подавил. Пользуясь этим, генерал-майор Василий Красно-Милашевич, который командовал пехотой левого крыла, послал пять рот гренадер против шанцев. Гренадеры, пробравшись через болото, взяли три шанца, а почти в то же время фанагорийцы разбили левое крыло поляков и захватили все его укрепления у Уханки. Таким образом, левый фланг и центр польской армии были разбиты. Тогда Михаил Каховский приказал полковнику Пальменбаху с елизаветградскими конными егерями овладеть укреплениями правого фланга поляков, прикрывавшими его путь отступления. Конные егеря захватили два шанца, но в это самое время был убит полковник Е. И. Пальменбах. Занятие польских шанцев несколько расстроило ряды атакующих, и на них ударила свежая польская конница Велевейского. Елизаветградские конные егеря были опрокинуты, но вскоре соединились с легко-конными эскадронами харьковцев и снова двинулись в атаку. Между тем русская пехота овладела всеми польскими укреплениями и даже лагерем противника. Польская армия потеряла убитыми и ранеными более девятисот человек, семь орудий. Русские войска потеряли убитыми и ранеными пятьсот человек. Разбитая польская дивизия Костюшки начала отступать в лес, русские войска до ночи преследовали бегущих поляков. После победы русские войска стали лагерем у Уханки.
7 июля 1792 года генерал-поручик Андрей Леванидов и генерал-майор Тормасов со своими корпусами переправились через Буг у Опалина и Дорогуска. Польские войска оказывали русским корпусам отчаянное сопротивление в двух местечках, но были вынуждены отступить, чтобы не попасть в окружение. 9 июля русский главнокомандующий Михаил Каховский приказал генерал-поручику Андрею Леванидову вместе со своим корпусом выступить (с 20-ти дневным запасом провианта) на Брест для соединения с белорусской армией генерал-аншефа Михаила Кречетникова. 10 июля Михаил Каховский с русской армией двинулся из Уханки, следуя за отступающими польскими войсками.
Юзеф Понятовский с польской армией отступал через Бискупице, Люблин и Куров на Пулавы. 14 июля 1792 года русские войска под предводительством генерал-аншефа Михаила Васильевича Каховского вошли в Люблин. Здесь Каховского ждал полковник Михаил Хоментовский, адъютант польского главнокомандующего, князя Юзефа Понятовского. Хоментовский привез Каховскому послание от русского посланника Якова Булгакова с извещением, что польский король Станислав Август Понятовский присоединился к Тарговицкой конфедерации. Михаил Хоментовский сообщил, что король Станислав Август Понятовский выслал Юзефу Понятовскому предписание прекратить военные действия против русской армии. Однако поляки, предполагая, что генерал-аншеф М. В. Каховский прекратит военные действия, решили воспользоваться этим обстоятельством и хоть под конец одержать победу над частью русской армии. Юзеф Понятовский организовал нападение на два казацких полка, находившиеся под Маркушевым, впереди основных сил русской армии. Но расчеты польского командования были расстроены прибытием к казакам подкреплений, о которых поляки не знали, кроме того, Михаил Каховский с главными силами двинулся к Маркушову.
26 июля 1792 года в бою у Маркушува бригадир Василий Орлов разбил польские войска, потерявшие до двухсот человек убитыми и ранеными, восемьдесят четыре человека пленными. Михаил Каховский разгадал польский план и, когда князь Юзеф Понятовский, прибыв к русским передовым постам, выразил желание переговорить с ним лично, то он отправил к нему Валериана Зубова с объявлением, что так как Юзеф Понятовский продолжал военные действия, невзирая на то, что король уже присоединился к конфедерации, то он не может с ним вступать в переговоры, но потребовал, чтобы Юзеф Антоний Понятовский или сложил оружие, или принес присягу Тарговицкой конфедерации. Однако пока Валериан Зубов ехал к нему, князь Юзеф Понятовский по другой дороге приехал к русским постам и, добившись встречи с русским главнокомандующим, предложил ему заключить перемирие на время, пока он не получит от польского короля приказ, что делать с войсками. Михаил Каховский подтвердил ему тоже, что передал через Валериана Зубова, и прибавил, что если поляки останутся так же близко к русским войскам, то он немедленно возобновит военные действия. Польский главнокомандующий Юзеф Понятовский уехал и попросил полтора часа на размышление, но ещё до истечения этого срока вернулся к Михаилу Каховскому в сопровождении более сорока польских офицеров и объявил, что им получено извещение от короля о его присоединении к Тарговицкой конфедерации, а потому просил прекратить военные действия. Михаил Каховский согласился, но продолжал требовать от Юзефа Понятовского исполнения всего, что было необходимо для полного обеспечения русских войск от вероломных нападений со стороны поляков.
18 июля Михаил Каховский прибыл в Пулавы, где к нему присоединился генерал-поручик Михаил Кутузов вместе со своим корпусом. Отсюда часть русской армии по требованию русского посланника Якова Булгакова была отправлена в Варшаву. С этой частью русской армии Михаил Каховский и занял 5 августа 1792 года Варшаву, столицу Речи Посполитой. В Варшаве генерал-аншеф Михаил Каховский с русским войском находился до 13 января 1793 года.

### Действия пророссийских сил
В мае 1792 года 32-тысячная русская армия под предводительством генерал-аншефа Михаила Никитича Кречетникова, разделённая на четыре корпуса, вторглась на территорию Белоруссии и Литвы. Первый и второй корпуса под командованием генерал-поручика князя Юрия Владимировича Долгорукова и генерал-майора Шимона Коссаковского должны были наступать из Динабурга и Полоцка на Вильно. Третий корпус под руководством генерал-поручика графа Бориса Петровича Меллина двинулся из Толочина на Минск. Четвёртый корпус под командованием генерал-поручика Ивана Евстафьевича Ферзена наступал из Рогачёва на Несвиж и Гродно.
26 мая в бою под селом Опса литовская конница (татарский полк) под командованием генерал-адъютанта Михаила Киркора пыталась остановить наступление корпуса генерал-поручика Юрия Долгорукова, но была разбита. Литовцы потеряли убитыми до трехсот человек. 31 мая 1792 года русские войска под командованием генерал-поручика Юрия Долгорукова, генерал-майора Шимона Коссаковского и генерал-майора Федора Денисова без сопротивления взяли Вильно (Вильнюс), столицу Великого княжества Литовского.
После взятия Вильно сторонники конституции 3 мая поспешно уехали из литовской столицы в Польшу и Пруссию. Русское командование разрешило всем приверженцам польской конституции заранее покинуть Вильно. Двести восемьдесят литовских дворян заявили о своей преданности Тарговицкой конфедерации. Русский генерал-майор Шимон Марчин Коссаковский стал составлять конфедерацию в Великом княжестве Литовском против новой польской конституции 3 мая. По взятия литовской столицы Шимон Коссаковский стал польным гетманом литовским, маршалом литовской конфедерации был избран крупный князь-магнат Александр Михаил Сапега, канцлер Великого княжества Литовского, а его помощником стал ловчий литовский Иосиф Забелло. По всем воеводствам и поветам Великого княжества Литовского были поспешно созданы провинциальные конфедерации вместе со своими маршалками и советниками. Великий гетман литовский и воевода виленский, князь Михаил Казимир Огинский, сторонник конституции 3 мая, добровольно отказался от гетманства.
14 июня 1792 года в Вильно прибыл сам генерал-аншеф Михаил Никитич Кречетников, главнокомандующий русской армии в Великом княжестве Литовском, который торжественно объявил о формировании литовской конфедерации. Генерал-майор Алексей Иванович Хрущов с отрядом занял Ковно (Каунас), где создал шляхетскую конфедерацию. Местные горожане даже добровольно принесли присягу на верность императрице Екатерине Великой. Но русский главнокомандующий генерал-аншеф Михаил Кречетников, ссылаясь на императорский указ, отказался принимать присягу от жителей Ковно.
Между тем отдельный корпус под командованием генерал-поручика графа Бориса Петровича Меллина, не встречая сопротивления, овладел Борисовом и двинулся под Минск. Борис Меллин занял Минск, где потребовал от города и всего воеводства покорности императрице. В Минске была спешно создана местная провинциальная конфедерация. Литовская армия (7700 человек) под начальством генерал-лейтенанта Юзефа Юдицкого, находившаяся под Минском, при приближении русского корпуса отступила в Столпцы. 31 мая Юзеф Юдицкий отошёл от Столпцов в Свержов. Юзеф Юдицкий вначале собирался защищать переправы через Неман и стал лагерем у Свержова, но 9 июня начал отступать на Мир. Отступление главных сил литовской армии должен был прикрывать генерал-майор Юзеф Беляк, который командовал 3-тысячным отрядом кавалерии (татарская конница и бригада народной кавалерии). 10 июня в бою под Столбцами русские войска под командованием Бориса Петровича Меллина разбили литовскую кавалерию.
Литовский главнокомандующий Юзеф Юдицкий выслал из Мира на разведку передовой отряд под руководством генерал-майора артиллерии Станислава Потоцкого (900 человек). Станислав Потоцкий выступил вперед, подобрался к русскому лагерю и вскоре прислал к генерал-лейтенанту Юзефу Юдицкому гонца, призывая его внезапно напасть на русский корпус генерал-поручика графа Бориса Меллина. Юдицкий с литовской армией двинулся из-под Мира навстречу русскому корпусу. Борис Меллин быстро разбил отряд Станислава Костки Потоцкого и стал его преследовать. 11 июня 1792 года в битве под Миром русский корпус под командованием Бориса Петровича Меллина победил литовскую армию под руководством Юзефа Юдицкого. Литовцы потеряли убитыми сто двадцать человек, русские — двести пятьдесят человек. Разбитая литовская армия отступила на Слоним и Гродно, где генерал-лейтенант Юзеф Юдицкий был отстранен королём от командования. Следующим литовским главнокомандующим король Станислав Август Понятовский назначил генерал-лейтенанта Михаила Забелло. Михаил Забелло со второй дивизией находился в Вильнюсе, откуда при приближении превосходящих сил русской армии вынужден был отступить в Гродно, где соединился с группировкой [Юзефа Юдицкого.
Русский корпус (5500 человек) под руководством генерал-поручика графа Ивана Евстафьевича Ферзена через Бобруйск и Слуцк двинулся на Несвиж. Несвижский замок был прекрасно укреплен, имел большой оружейный запас и сорок девять пушек, в нём находился крупный гарнизон (800 человек). 17 июня русские войска полностью окружили Несвиж. 19 июня после первого артиллерийского обстрела несвижский гарнизон капитулировал. Русские вступили в Несвиж и обезоружили городской гарнизон. Из Несвижа граф Иван Евстафьевич Ферзен с корпусом выступил на Слоним и 14 июля без сопротивления взял этот город.
Между тем генерал-поручик Юрий Владимирович Долгоруков со своим корпусом двинулся из Вильно в Гродно. Генерал-аншеф Михаил Кречетников приказал генерал-поручикам графам Борису Петровичу Меллину и Ивану Евстафьевичу Ферзену объединить свои корпуса, чтобы оттеснить немногочисленные литовские войска за Буг.
Новый литовский главнокомандующий, генерал-лейтенант Михаил Забелло, разделил небольшое литовское войско на три части: оставив первую часть в Гродно, вторую часть отправил в Новогрудок, а с третьей частью двинулся на объединённую русскую армию под руководством графов Ивана Ферзена и Бориса Меллина. 23—24 июня (4—5 июля) в бою под Зельвой передовой литовский отряд, оборонявший переправы через речку, был разбит и опрокинут русским войском. 25 июня деморализованная литовская армия под предводительством Михаила Забелло стала поспешно отступать на Подляшье, преследуемая корпусами Ивана Ферзена и Бориса Меллина. Генерал-поручик Юрий Долгоруков вместе со своим корпусом 25 июня взял город Гродно. Из Гродно корпус князя Юрия Долгорукова двинулся в Крынки, чтобы перерезать литовцам путь к отступлению.
Михаил Забелло отправил отряд на Мстибов, чтобы задержать корпус Юрия Долгорукова, а сам ускоренным маршем продолжал отступать к Бугу. 2 июля литовские войска вошли в Бельск. Здесь литовский главнокомандующий разделил войска на две части: одна часть армии под командованием генерал-лейтенанта Шимона Забелло двинулась в Брест, а другая часть под начальством Михаила Забелло продолжала своё отступление к Бугу. 7 июля литовский корпус Михаила Забелло расположился у селения Гранно, на реке Буг. Русское командование отправило корпус под командованием генерал-поручика графа Ивана Евстафьевича Ферзена на Брест-Литовский, чтобы защищать литовскую генеральную конфедерацию, которая сюда переезжала из Вильно. Князь Долгоруков и граф Меллин со своими корпусами двинулись на главные силы литовского войска, стоявшие у Гранно. 2-тысячный литовский корпус под командованием генерал-лейтенанта Шимона Забелло двинулся на Брест, где присоединил к себе местный гарнизон и отряды добровольцев. Численность корпуса Шимона Забелло возросла до пяти тысяч человек. Русский корпус генерал-поручика графа Ивана Ферзена (5500 человек) двинулся в Брест, чтобы не допустить соединения корпуса Шимона Забелло с польским корпусом Арнольда Бышевского, находившегося под Варшавой.
12 (23) июля 1792 года в бою под Брестом русские войска под командованием генерал-поручика Ивана Ферзена разбили литовский корпус Шимона Забелло, который потерял убитыми триста человек. С остатками своего корпуса Забелло переправился через реку Буг и отступил на Мазовию. Русские войска заняли Брест.
13 (24) июля 1792 года литовские войска (12 тысяч человек) под предводительством генерал-лейтенанта Михаила Забелло были атакованы русским корпусом (4500 человек) под руководством генерал-майора Федора Денисова под Кременем. Генерал-поручик Юрий Долгоруков с 4-тысячным русским корпусом перешёл через Буг и начал обходить правое крыло литовского войска. Литовская армия отошла из-под Гранне в Венгрув. Вскоре генерал-лейтенант Михаил Забелло получил из Варшавы сообщение о заключении перемирия. Тогда Михаил Забелло отправил к русскому командованию письмо, предлагая прекратить военные действия. Вечером произошла встреча между литовским командующим, генерал-лейтенантом Михаилом Забелло, и новым польным гетманом литовским Шимоном Коссаковским, который показал ему послание, где польский король Станислав Август Понятовский просил Михаила Забелло как можно скорее с войском спешить в Варшаву. Генерал-лейтенант Михаил Забелло вместе с литовской армией ускоренным маршем выступил к польской столице.
В июле Тарговицкая конфедерация находилась в Литине, а потом в Дубно. 25 июля из Дубно тарговицкие конфедераты выслали в Санкт-Петербург графа Юрия Вельгорского с письмом к императрице Екатерине Алексеевне. В письме маршал Тарговицкой конфедерации Станислав Щенсный Потоцкий благодарил Екатерину за предоставленную русскую военную помощь в борьбе против конституции 3 мая.
В конце июля 1792 года под давлением русской императрицы польский король Станислав Понятовский вынужден был присоединиться к Тарговицкой конфедерации. Станислав Август Понятовский организовал совещание, на котором присутствовали маршалы сейма, примас и министры правительства. Большинство высказалось за присоединение к Тарговицкой конфедерации. Основные сторонники конституции 3 мая (сеймовый маршал Станислав Малаховский, Игнаций Потоцкий, Казимир-Нестор Сапега и другие) вынуждены были покинуть Варшаву и эмигрировали за границу. Король Станислав Август Понятовский отправил гонцов в польскую и литовскую армии, приказав прекратить военные действия против русских войск и присоединиться к Тарговицкой конфедерации.

## Русско-польская война 1792: список битв

### Белоруссия
- Битва под Опсой — 26 мая 1792 — победитель: Россия
- Битва под Столбцами — 10 июня 1792 — победитель: Польша
- Сражение под Миром — 10 июня 1792 — победитель: Россия,
- Битва у Мстибова (Волковысский повет) — 15 июня 1792 — победитель: Россия,
- Сражение под Зельвой — 4 июля 1792 — победитель: Россия,
- Сражение под Брестом — 23 июля 1792 — победитель: Россия

### Подляшье
- Битва под Войшками — 14 июля 1792 — победитель: Россия,
- Битва у Кременя — 26 июля 1792 — победитель: Польша

### Украина
- Битва под Борушковцами — 14 июня 1792 — победитель: Россия,
- Битва под Зеленцами — 18 июня 1792 — победитель: Польша (после битвы король учредил военную медаль, а вскоре и орден «Virtuti Militari»);

### Малопольша (Люблинское воеводство)
- Битва под Дубенкой — 18 июля 1792 — победитель: Россия (генерал Каховский М. В. выбил Костюшко из неприступного положения при Дубенке (или Ухинке), между Бугом и австрийской границей).
- Сражение под Маркушувом — 26 июля 1792 — невыясненный итог. В вылазке казаков на обоз погибло 20 поляков, после чего русские захватили казну и отступили до подхода польских сил. Арьергард участвовал в кратковременной стычке и понёс потери от превосходящего противника. Однако экспроприация казны была осуществлена успешно. На следующий день война закончилась фактической победой Российской империи.